# Giancarlo Andretta
Giancarlo Andretta (Bassano del Grappa, 1962) è un direttore d'orchestra e compositore italiano.

## Biografia
Andretta si è formato a Venezia, Castelfranco Veneto e all'Università della Musica di Vienna. Ha lavorato per alcuni anni alla Wiener Staatsoper, nel 1990 è entrato a far parte dell'Orchestra sinfonica della radio (RSO) di Vienna come assistente di Pinchas Steinberg e ha ricevuto una cattedra di pianoforte all'Università della Musica di Vienna. Dal 1994 al 1997 l'Opera di Graz lo ingaggia come consulente dell'Intendente e come direttore ospite stabile. Andretta è direttore principale dell'Aarhus Symphony Orchestra di Aarhus (Danimarca) dal 2003, dove è contrattualmente vincolato fino al 2008.